# Martyn Ashton
Pour les articles homonymes, voir Ashton.
Martyn Ashton est un trialiste VTT professionnel britannique né le 2 décembre 1974. Il a débuté par la moto de trial avant d'opter pour le VTT. Il est notamment quatre fois champion national et une fois champion du monde.

## Accident
En 2013, il se casse deux vertèbres lors d'une démonstration et est partiellement paralysé. En 2015, un vélo est spécialement préparé pour lui, avec notamment un siège de sit-ski monté sur le tube de selle. Il effectue une descente, les pieds scotchés sur les pédales avec ses collègues de discipline Danny MacAskill, Chris Akrigg et Blake Samson.

### Sources
- (en) Cet article est partiellement ou en totalité issu de l’article de Wikipédia en anglais intitulé « Martyn Ashton » (voir la liste des auteurs).